# Gèikids
Els gèikids (Geikiidae) són una família de dicinodonts extints del Permià superior. Se n'han trobat restes fòssils a Escòcia, Sud-àfrica i Tanzània. Fou descrita per Franz Nopcsa el 1923, però no tingué un ús ampli fins que Friedrich von Huene la revisà el 1948. Segons Von Huene, els gèikids eren una família monotípica que només contenia Geikia, aleshores conegut únicament per fòssils escocesos. Distingí Geikia de la resta de dicinodonts per la falta d'un os preparietal. Tanmateix, les marques sobre els ossos del dermatocrani no es podien veure, així que no estava clar que fos un caràcter propi dels gèikids. En un primer moment, els gèikids foren classificats com a parents propers de Dicynodon i Lystrosaurus, però els caràcters que els vinculaven també es poden observar en moltes altres formes. És més probable que alguns caràcters de Dicynodon i Lystrosaurus, com ara fosses orbitàries molt separades, evolucionessin en paral·lel en els gèikids.